# ネルチンスク条約
ネルチンスク条約（ネルチンスクじょうやく、簡: 尼布楚条约、繁: 尼布楚條約、露: Нерчинский договор）は、1689年に康熙帝時代の清朝とピョートル1世時代（摂政ソフィア・アレクセーエヴナ）のロシア・ツァーリ国との間で結ばれた、両国の境界線などについて定めた条約。
清とヨーロッパ国家との間に結ばれた初めての対等な条約で、その内容は満洲（現：中国東北部）での国境を黒竜江（アムール川）・外興安嶺（スタノヴォイ山脈）の線に定めるというものであった。

## 概要

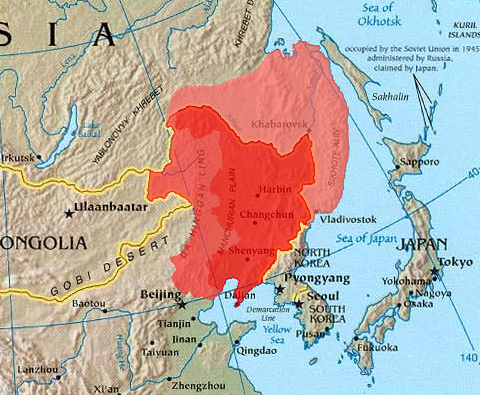
右側の薄い赤が外満洲であり、外満洲の北側と西側がネルチンスク条約による清とロシアの国境である。なお黄線は後のアイグン条約と北京条約によって定められた清とロシアの国境である。

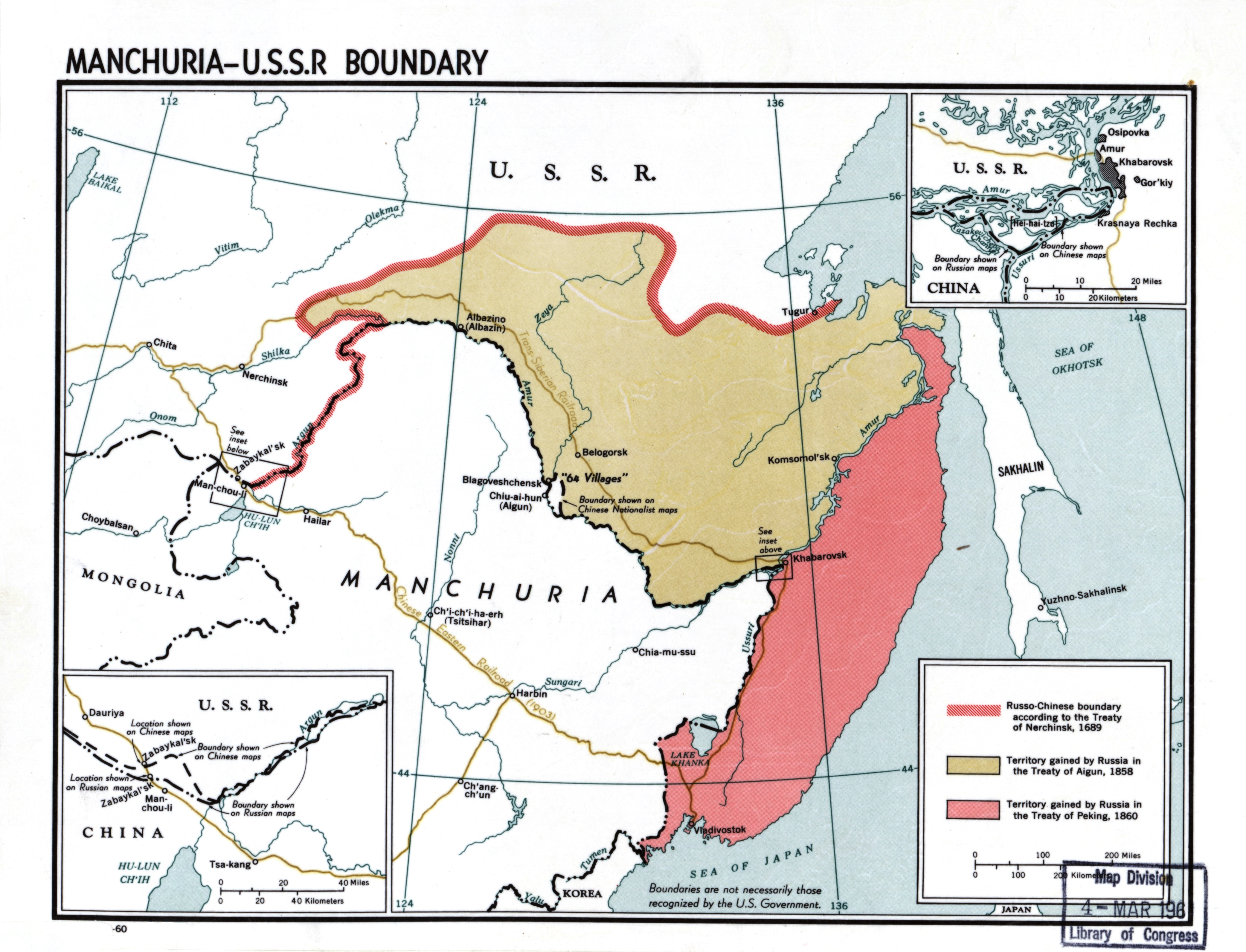
赤線がネルチンスク条約で定められた国境である。

17世紀中頃からヴァシーリー・ポヤルコフやエロフェイ・ハバロフなどロシア人の探検隊が黒竜江・アルグン川より南下（後の南下政策）するようになり、黒竜江沿いにはアルバジンの要塞が築かれた。
このため清と朝鮮の連合軍がたびたび「清露国境紛争」と呼ばれている討伐を行った。清は逃亡者の引き渡しをロシアに求め、さらにロシア人の撤退を求めた。しかし、ロシアはこれを拒否した。
清が討伐軍を本格的に動かし始めたため、ロシアの摂政ソフィア・アレクセーエヴナと顧問のヴァシーリー・ゴリツィンはフョードル・ゴロヴィンを特使として派遣し、1689年にネルチンスクで清のソンゴトゥと交渉を開始した。
ロシアは清との交易を望み、清は清・ジュンガル戦争（第一次、1687年 - 1697年）中であったことからモンゴルのジュンガルを孤立させることを望んだため、利害関係が一致し、交渉が成立した。
両国間では言語が異なるため条約の原文はラテン語、ロシア語、満洲語で二部ずつ作成され、清側の通訳兼アドバイザーとして2人のイエズス会員トマス・ペレイラ（Thomas Pereira、徐日昇）およびジャン・フランソワ・ジェルビヨン（Jean-Francois Gerbillon、張誠）が交渉にあたった。清側の満洲語をイエズス会士がラテン語に通訳し、ロシア側のポーランド人通訳がラテン語をロシア語に通訳するという形で交渉が行われた。

## 内容
内容は以下の通りである。
- 国境をアルグン川（満洲語：ᡝᡵᡤᡠᠨᡝ
ᠪᡳᡵᠠ, ergune bira、額爾古納河）・ゴルビツァ川（ロシア語：река Горбица、満洲語：ᡤᡝᡵᠪᡳᠴᡳ
ᠪᡳᡵᠠ, gerbici bira）とスタノヴォイ山脈（満洲語：ᠸᡝᡥᡝ
ᠨᠣᡥᠣ
ᠠᠮᠪᠠ
ᡥᡳᠩᡤᠠᠨ, wehe noho amba hinggan、石だらけの大きな興安、即ち外興安嶺）の線に定める。
- ウダ川（ᡠᡩᡳ
ᠪᡳᡵᠠ,udi bira、鳥第河）とスタノヴォイ山脈の間は未確定部分とする。
- アルグン川以南からロシア人は退去する。
- 不法越境を禁止する。
- 旅券を持つ者は交易を許される。

## 影響
対等の条約ではあったが、清にとっては有利なものとなった。何故なら、ロシア側にとっての念願であった不凍港を獲得できなかったからである。
ロシアでは、2度のクリミア遠征（1687年、1689年）失敗とネルチンスク条約での譲歩が、ソフィア・アレクセーエヴナの摂政政府の威信を失墜させ、9月にゴリツィンはシベリアへ流罪となり、ソフィアは修道院に幽閉された。ピョートルの母ナタリヤ・ナルイシキナが実権を回復し、1694年に死去するまで国政を運営した。その後、ピョートルが親政を開始した。
一方で、清は、ロシア関係の事務をモンゴルや内陸アジアの朝貢を扱う理藩院で行うなど、ロシアを朝貢国としてみなしていた。
その後、1858年のアイグン条約で黒竜江が両国の境界線となり、1860年の北京条約でネルチンスク条約は廃棄された。